# McWay Falls
De McWay Falls is een waterval in het Julia Pfeiffer Burns State Park in Monterey County, Californië in de Verenigde Staten. De McWay-waterval ontstaat uit de McWay Creek en mondt uit in de Grote Oceaan.

## Naam
De naam van de waterval is afkomstig van de eerste eigenaar van het stuk grond waarop de waterval ligt. Christopher McWay ging in de jaren tachtig van de negentiende eeuw op het stuk grond wonen alvorens deze het in de jaren twintig van de twintigste eeuw verkocht aan Lathrop Brown en zijn vrouw, Helen Hooper Brown. Zowel de beek, de waterval als het kustgebied van de waterval zijn vernoemd naar Christopher McWay. 

## Geschiedenis
Hoewel de volledige geschiedenis van de beek en de waterval nog onbekend is blijkt dat het laatste gedeelte van de beek, vanaf de Highway 1 tot aan de waterval, kunstmatig is en dat de originele stroom van de McWay Creek meer naar het noorden lag. Daar eindigde de beek met een lagere en minder verticale waterval in de Grote Oceaan. De McWay Creek is echter verlegd door de familie Brown die in de twintige jaren het stuk grond kochten en er het 'Waterfall House' lieten bouwen. De stroom is toen kunstmatig naar het zuiden verplaatst waar de McWay waterval is ontstaan.
In eerste instantie stroomde de waterval direct de Grote Oceaan in. Echter door een brand in 1983 en een aardverschuiving in 1985 veranderde de topografie van de McWay Cove dusdanig dat de waterval niet altijd direct de oceaan in stroomt. De brand en aardverschuiving vormden een zandstrand voor de McWay Cove. Sindsdien stroomt de waterval alleen in de oceaan wanneer het vloed is. Bij eb stroomt de waterval op het strand.

## Bereikbaarheid
De beek en waterval kunnen van de bovenkant bezichtigd worden, maar het strand en de inham waar de waterval doorheen stroomt zijn moeilijk te bereiken vanaf het land. Vanaf het water zijn beide wel goed te bereiken maar dit wordt in verband met de onveiligheid sterk afgeraden; bij de kloof en op het strand is namelijk sprake van afbrokkelend gesteente. Daarnaast wordt het betreden van het strand via de oceaan ook afgeraden om de natuur te behouden.

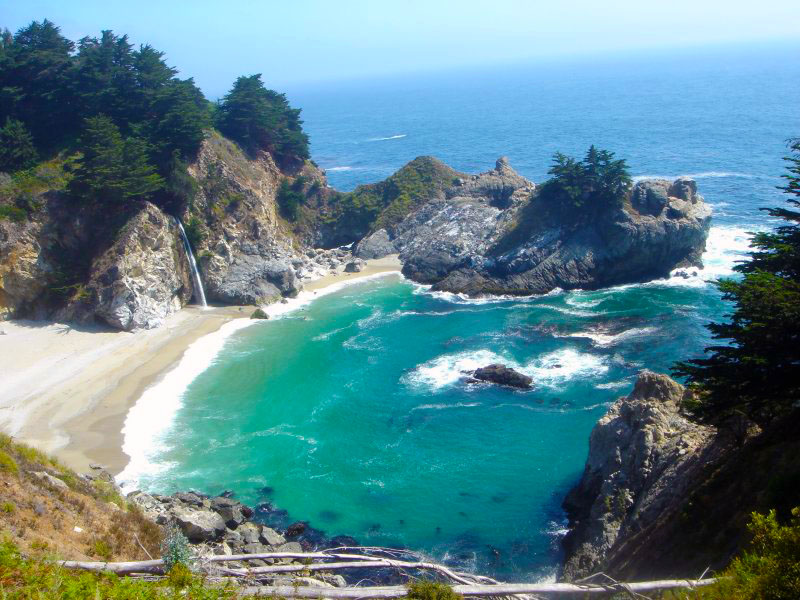
McWay Falls en McWay Cove gezien vanuit het 'Waterfall House'.
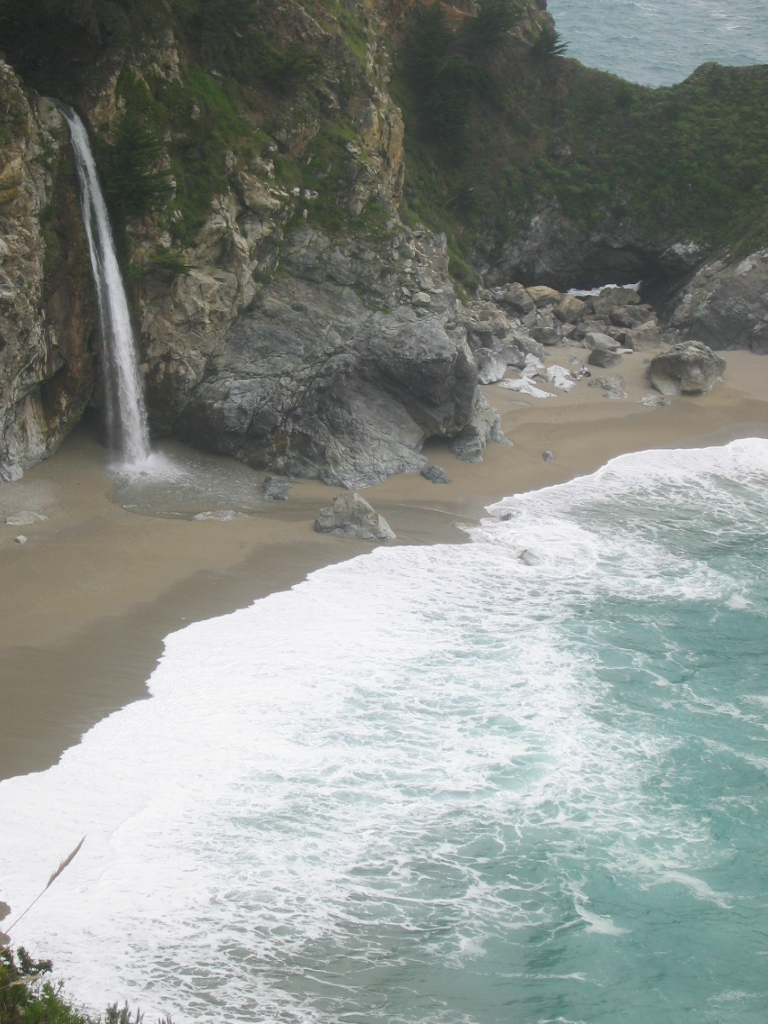
De McWay waterval in 2006.